# Karel Müller
Karel Müller (ur. 13 kwietnia 1958 w Ostrawie), czeski historyk i archiwista, dyrektor Zemský archiv v Opavě.

## Życiorys
Ukończył historię na Uniwersytecie Palackiego w Ołomuńcu, w 1981 uzyskał tytuł PhDr. Od 1982 pracownik Státní oblastní archiv v Opavě. W 1990 został dyrektorem tej placówki (od 1992 pod nazwą Zemský archiv v Opavě).

## Publikacje
- Stará Opava = Alt-Troppau. Opava: Optys, 1994. 253 s. ISBN 80-85819-09-0. (współautorzy Jaromír Kalus, Rudolf Žáček)
- Horka nad Moravou: od minulosti k současnosti. Olomouc: Danal, 2001. 90 s. ISBN 80-85973-87-1 (współautorzy Josef Bartoš, Stanislava Kovářová)
- Erbovní listiny v archivech Slezska a severní Moravy. Opava: Zemský archiv v Opavě: Státní okresní archiv v Opavě, 2001. 93 s. ISBN 80-238-6882-9.
- Opava. Praha: Nakladatelství Lidové noviny, 2006. 611 s. ISBN 80-7106-808-X (redaktor naukowy)
- Erbovní galerie těšínské šlechty: kdysi v těšínské sněmovně, nyní na frýdeckém zámku = Galeria herbów szlachty cieszyńskiej: dawniej w sejmie cieszyńskim, dziś na zamku frydeckim. Český Těšín: Regio, 2008. 103 s. ISBN 978-80-904230-1-5.
- Kamenné svědectví minulosti: heraldické památky Novojičínska. Praha ; Nový Jičín: Libri ; Muzeum Novojičínska, 2008. 208 s. ISBN 978-80-7277-360-2.
- Opava. Praha ; Litomyšl: Paseka, 2010. 46 s. ISBN 978-80-7432-017-0. (współautor Pavel Šopák)
- Heraldické památky Těšínska. Český Těšín: Muzeum Těšínska, 2012. 175 s. ISBN 978-80-86696-30-0.